# Tephrina specifica
Tephrina specifica là một loài bướm đêm trong họ Geometridae.